# Vanessa Rousso
Vanessa Rousso (New York, 5 februari 1983) is een professioneel pokerspeelster uit de Verenigde Staten. Tevens heeft zij de Franse nationaliteit. Rousso won tot en met juni 2015 meer dan $3.500.000 in live pokertoernooien. Zij speelt online onder het pseudoniem 'LadyMaverick'.
Na in 2001 geslaagd te zijn als 'valedictorian' op haar High School in Wellington, ging Rousso naar de Duke-universiteit. Daar vertrok zij in december 2003 na twee en een half jaar met een 'major' in economie en een 'minor' in politieke wetenschap. Voor zij op de Universiteit van Miami startte, heeft zij 'The Celebrity Players Tour Florida' georganiseerd, een golf toernooi voor beroemdheden.
Zij begon serieus te pokeren tijdens de zomervakantie van haar rechtenstudie in 2006. In dat eerste jaar had ze direct al meerdere in the money uitslagen, waaronder de zevende plaats bij de World Poker Tour 'Championship Event' en een achtste plaats in het World Series of Poker $ 5.000,- 'no limit hold 'em shorthanded' toernooi. In september 2006 won zij $ 285.450,- in het $ 5.000,- 'no limit hold 'em' toernooi bij de Borgata Open.
Rousso was getrouwd met de pokerspeler Chad Brown. Zij studeerde, tussen haar pokercarrière door, rechten aan de Universiteit van Miami, maar maakte de studie niet af.
In de zomer van 2015 deed ze mee met Big Brother in de VS.

## World Championship of Online Poker
Rousso eindigde in het door PokerStars.com georganiseerde Main Event van de World Championship of Online Poker 2007 oorspronkelijk als derde, maar na de diskwalificatie van de winnaar 'The V0id' schoof iedereen één plaats omhoog. Daarmee werd ze tweede. In plaats van de oorspronkelijke $ 463.940,50 won ze nu $ 700.782,50,-, een prijs die behoort tot de hoogste winsten in het online toernooipoker.